# Coupe de la ligue du Portugal de futsal
La Coupe de la Ligue de futsal (en portugais, Taça da Liga de futsal) est une compétition organisée par la Fédération Portugaise de Football créée au cours de la saison 2015-16. Il s'agit de la deuxième coupe la plus importante du futsal portugais.
Le Sporting CP est le club le plus titré avec 5 titres.

## Organisation

### Format de la compétition
La compétition se joue sur base annuelle. À chaque édition, les équipes qui y  participent sont les huit clubs les mieux classés du premier tour de la saison régulière de la saison en cours.

## Palmarès

### Palmarès par édition
| Édition | Année | Vainqueur       | Score | Finaliste         | Lieu                | Rapport |
| ------- | ----- | --------------- | ----- | ----------------- | ------------------- | ------- |
| 1re     | 2016  | Sporting CP     | 2 - 0 | AD Fundão         | Oliveira de Azeméis | Rapport |
| 2e      | 2017  | Sporting CP (2) | 4 - 0 | AD Fundão         | Gondomar            | Rapport |
| 3e      | 2018  | SL Benfica      | 5 - 2 | Sporting CP       | Sines               | Rapport |
| 4e      | 2019  | SL Benfica (2)  | 3 - 0 | SC Braga          | Sines               | Rapport |
| 5e      | 2020  | SL Benfica (3)  | 5 - 4 | Sporting CP       | Matosinhos          | Rapport |
| 6e      | 2021  | Sporting CP (3) | 6 - 2 | SL Benfica        | Sines               | Rapport |
| 7e      | 2022  | Sporting CP (4) | 5 - 2 | SL Benfica        | Loulé               | Rapport |
| 8e      | 2023  | SL Benfica (4)  | 3 - 0 | Quinta dos Lombos | Gondomar            | Rapport |
| 9e      | 2024  | Sporting CP (5) | 4 - 2 | SL Benfica        | Póvoa de Varzim     | Rapport |
| 10e     | 2025  | Sporting CP (6) | 9 - 0 | Quinta dos Lombos | Vila do conde       | Rapport |

### Palmarès par club
| Rang | Club              | Titres (éditions)                      | Finales perdues (éditions) |
| ---- | ----------------- | -------------------------------------- | -------------------------- |
| 1    | Sporting CP       | 6 (2016, 2017, 2021, 2022, 2024, 2025) | 2 (2018, 2020)             |
| 2    | SL Benfica        | 4 (2018, 2019, 2020, 2023)             | 3 (2021, 2022, 2024)       |
| 3    | Quinta dos Lombos | -                                      | 2 (2023, 2025)             |
| 4    | AD Fundão         | -                                      | 2 (2016, 2017)             |
| 5    | SC Braga          | -                                      | 1 (2019)                   |